# 10.000 Km
10.000 Km è  un film del 2014 diretto da Carlos Marques-Marcet.

## Trama
Álex e Sergi sono una giovane coppia catalana, con una relazione stabile, che pensa ad avere il primo figlio. Tuttavia, ogni cosa cambia quando ad Álex offrono un progetto di un anno a Los Angeles, questo li obbligherà a tentare di portare avanti una relazione a 10000 km di distanza.